# La Déesse aux cent bras
 (février 2014).
Si vous disposez d'ouvrages ou d'articles de référence ou si vous connaissez des sites web de qualité traitant du thème abordé ici, merci de compléter l'article en donnant les références utiles à sa vérifiabilité et en les liant à la section « Notes et références ».
La Déesse aux cent bras est un téléfilm français réalisé par Sylvain Monod et diffusé le 12 février 2014 sur France 2.

## Synopsis
Vanina est une femme active pour qui tout va mal : elle est menacée de licenciement, son mari la quitte, elle a deux enfants en crise... C'est à ce moment-là que Vanina voit apparaitre son double, Nina, bien décidée à prendre les choses en main...

## Fiche technique
- Réalisation : Sylvain Monod
- Scénario et dialogues : Claude d'Anna et Jean-Marc Auclair
- Production : Mathilde Muffang
- Société de production : La Boîte à images
- Image : Olivier Gueneau
- Son : Eric Devulder
- Musique : Philippe Miller
- Décors : Isabelle Quillard
- Costumes : Stephan Rollot
- Pays :  France
- Durée : 1h30 minutes
- Genre : comédie
- Diffusion : 12 février 2014 sur France 2

## Distribution
- Cristiana Réali : Vanina/Nina
- Robert Plagnol : Greg
- Rufus : Le Dantec
- Véronique Baylaucq : Béryl
- Fabrice Colson : le prêtre
- Éric Naggar : Cordoue
- Angèle Garnier : Jody
- Jean-Baptiste Fonck : Romain
- Lina El Arabi : Malika
- Ali Marhyar : Le collaborateur de l'émir